# Google Stadia
Stadia — хмарний ігровий сервіс, яким керує Google. Він рекламується як здатний передавати відеоігри з роздільною здатністю до 4К при 60 кадрах за секунду з підтримкою HDR, для гравців через численні центри обробки даних по всьому світу, за умови, що вони використовують достатньо швидке інтернет-з'єднання. Він доступний через веббраузер Google Chrome на настільних комп'ютерах або через смартфони, планшети, смарт-телевізори, цифрові медіаплеєри та Chromecast.
Сервіс інтегрований з YouTube, а його функція «state share» дозволяє глядачам стріму Stadia запускати гру в сервісі в тому самому місці, що і стример. Це було використано як ключова фішка сервісу. Він сумісний з USB-контролерами класу HID, хоча із сервісом доступний фірмовий контролер виробництва Google з прямим посиланням Wi-Fi на центри обробки даних. Stadia не схожий на Netflix, оскільки вимагає від користувачів придбання ігор для потокової передачі через Stadia, а не оплати за доступ до бібліотеки ігор. Попри те, що базовий сервіс буде безкоштовним, щомісячна Pro підписка дозволяє користувачам здійснювати трансляцію з більш високою роздільною здатністю, а також отримувати безкоштовні ігри у свою бібліотеку.
Сервіс, відомий в розробці як Project Stream, дебютував через закриту бета-версію Assassin's Creed Odyssey у жовтні 2018 року. Stadia публічно вийшла 19 листопада 2019 року у вибраних країнах та отримала неоднозначне сприйняття від рецензентів. Послуга конкурує із сервісами PlayStation Now від Sony, GeForce Now від Nvidia та Project xCloud від Microsoft.
У лютому 2021 року Google повідомила у своєму блозі, що закриває власні студії з розроблення ексклюзивних відеоігор для Stadia, розформовуючи студії у Лос-Анджелесі та Монреалі, в яких налічувалося понад 150 співробітників. Як заявив віцепрезидент Google та головний менеджер Stadia Філ Гаррісон, причина закриття зумовлена складністю розроблення проєктів для платформи: велика кількість часу та обсяг інвестицій, які потрібні для створення повністю нового проєкту.
У вересні 2022 року Google повідомила про закриття сервісу 18 січня 2023 року та повернення грошей за придбані пристрої та ігри.

## Можливості
У центрах обробки даних Google використовує графічний процесор, розроблений компанією AMD. Потужність такого процесора, як заявляє компанія, складає 10,7 терафлопс, що значно більше ніж в найпотужніших гральних консолях PlayStation 4 Pro (4,2 Тфлопс) і Xbox One X (6,0 Тфлопс). Як заявляє компанія, така особливість дозволяє підписникам сервісу «стриміти» ігри на своїх пристроях у здатності 4K з частотою 60 кадрів за секунду. Хмарний сервер Stadia використовує операційну систему Linux та API Vulkan. Окрім того, вони повністю підтримують ігрові рушії Unreal Engine 4, Unity і Havok, а також багато інших програмних засобів для розробки ігор.